# دانيال مينديز
دانيال مينديز هو لاعب كرة قدم برازيلي في مركز الوسط، ولد في 1 مارس 1993.

## وصلات خارجية
- دانيال مينديز على موقع قاعدة بيانات كرة القدم.إي يو (الإنجليزية)